# Tokio-Marathon 2024
| 17. Tokio-Marathon    | 17. Tokio-Marathon              |
| --------------------- | ------------------------------- |
| Stadt                 | Tokio, Japan                    |
| Datum                 | 3. März 2024                    |
| Distanz               | 42,195 Kilometer                |
| Sieger                |                                 |
| Männer                | Benson Kipruto (2:02:16 h)      |
| Frauen                | Sutume Asefa Kebede (2:15:55 h) |
| ← Tokio-Marathon 2023 | Tokio-Marathon 2025 →           |
| Website               | Offizielle Website              |

Der Tokio-Marathon 2024 (jap. 東京マラソン2024, Tōkyō Marason 2024) war die siebzehnte Ausgabe der jährlich in Tokio, Japan stattfindenden Laufveranstaltung.
Der Marathon fand am 3. März 2024 statt.
Er war Teil der  World Marathon Majors 2024 und hatte das Etikett Platinum Label der World Athletics Label Road Races 2024.

## Ergebnisse

### Männer
| Platz | Athlet                   | Nation    | Zeit    |
| ----- | ------------------------ | --------- | ------- |
| 01    | Benson Kipruto           | Kenia     | 2:02:16 |
| 02    | Timothy Kiplagat         | Kenia     | 2:02:55 |
| 03    | Vincent Kipkemoi Ngetich | Kenia     | 2:04:18 |
| 04    | Hailemaryam Kiros        | Äthiopien | 2:05:43 |
| 05    | Tsegaye Getachew         | Äthiopien | 2:06:25 |
| 06    | Bethwel Kibet            | Kenia     | 2:06:26 |
| 07    | Haimro Alame             | Israel    | 2:06:27 |
| 08    | Simon Kariuki            | Kenia     | 2:06:29 |
| 09    | Yusuke Nishiyama         | Japan     | 2:06:31 |
| 10    | Eliud Kipchoge           | Kenia     | 2:06:50 |

### Frauen
| Platz | Athletin                  | Nation             | Zeit    |
| ----- | ------------------------- | ------------------ | ------- |
| 01    | Sutume Asefa Kebede       | Äthiopien          | 2:15:55 |
| 02    | Rosemary Wanjiru          | Kenia              | 2:16:14 |
| 03    | Amane Beriso              | Äthiopien          | 2:16:58 |
| 04    | Sifan Hassan              | Niederlande        | 2:18:05 |
| 05    | Betsy Saina               | Vereinigte Staaten | 2:19:17 |
| 06    | Hitomi Niiya              | Japan              | 2:21:50 |
| 07    | Meseret Abebayahau        | Äthiopien          | 2:23:08 |
| 08    | Khishigsakihan Galbadrakh | Mongolei           | 2:26:32 |
| 09    | Tigist Abayechew          | Äthiopien          | 2:28:53 |
| 10    | Ayumi Morita              | Japan              | 2:31:38 |